# Сандс-Ки
Сандс-Ки (англ. Sands Key) — остров в округе Майами-Дейд, Флорида. Часть территории национального парка Бискейн. Остров  расположен в нижней части Бискейн Бэй, между островами Ключ Эллиотта и Ключ Бока-Чита.
Климат муссонный. Средняя температура составляла 23 ° С. Самым теплым месяцем является июнь, 26 ° С.  Среднее количество осадков составляет 1839 миллиметров в год. В июле 302 миллиметров дождя в конце январь 34 миллиметра.

## История
Более ранними названия острова были «Лас Тетас», «Пап», «Паунал Кей», «Остров Паунолл», «Рестинга де Лас Тетас» и «Ключ Сандера».
"Лас Тетас" в переводе с испанского означает "грудь". Скорее всего, остров был назван из-за двух холмов, возможно, там были индийские курганы. 
На Багамских островах  остров назвают «Ключом Сандера».